# Bitwa pod Narwą
Bitwa pod Narwą – starcie zbrojne, które miało miejsce 30 listopada 1700 roku podczas wielkiej wojny północnej.
Bitwa stoczona została 30 listopada 1700 w pobliżu twierdzy Narwa pomiędzy wojskami rosyjskimi (generał Charles Eugène de Croy) a szwedzkimi (król Szwecji Karol XII). Była pierwszą bitwą stoczoną podczas III wojny północnej. Świetne zwycięstwo Szwedów wróżyło szybkie i pomyślne zakończenie wojny. Stało się jednak inaczej – dopiero co rozpoczęta wojna miała trwać ponad 20 lat i odebrać Szwecji rangę mocarstwa. Natomiast pokonani pod Narwą Rosjanie wyszli z wojny północnej jako jedno z najpotężniejszych mocarstw europejskich.

## Wstęp
Jeszcze przed zawarciem pokoju z Turcją car Piotr I Wielki postanowił otworzyć sobie okno do Europy zdobywając choćby niewielką część posiadłości szwedzkich nad Bałtykiem. Szwecja była wówczas jednym z najpotężniejszych mocarstw, toteż wymagało to intensywnych przygotowań dyplomatycznych i zmontowania odpowiednio potężnej koalicji. Udało się zawrzeć przymierze z elektorem Saksonii Augustem Mocnym, który był jednocześnie władcą Rzeczypospolitej Obojga Narodów. Do układu przystąpiła także Dania.
Dnia 29 października zakończona została koncentracja armii rosyjskiej, której zadaniem miało być zdobycie Narwy, bronionej przez garnizon pułkownika Horna (1 300 piechoty, 200 jazdy). Karol XII po błyskawicznym pokonaniu Danii przerzucił wszystkie siły jakie miał pod ręką do Estonii i ruszył na Narwę. Dnia 29 listopada Piotr Wielki opuścił oblegającą Narwę armię zostawiając dowództwo w rękach generała de Croya.

## Przebieg bitwy
Dnia 30 listopada 1700 król Karol XII, dowodzący 8140 żołnierzy, stoczył bitwę z rosyjską armią oblegającą szwedzką twierdzę Narwa, bronioną przez garnizon liczący 1500 żołnierzy. Rosyjska armia miała znaczną przewagę liczebną – 37 000 żołnierzy i 145 dział, rozciągnięta była jednak na długiej linii umocnień liczącej 7200 metrów.
Armią szwedzką dowodził osobiście król Szwecji Karol XII, a wspomagał go generał Carl Gustaf Rehnskiöld. Armia rosyjska pod nieobecność Piotra Wielkiego dowodzona była przez generała de Croya.
Armia szwedzka zaatakowała o godzinie 14 podczas zamieci śnieżnej, która oślepiała wojska rosyjskie oblegające twierdzę Narwa. Atak szwedzki przeprowadzony został głównie z pomocą piechoty wspieranej przez artylerię ostrzeliwującą rosyjskie centrum. Skrzydła rosyjskie związane zostały walką ze szwedzką kawalerią. Szwedzi przełamali rosyjskie linie, po czym skupili się na prawym skrzydle rosyjskim. Wśród wojsk rosyjskich doszło do paniki. Pod uciekającymi żołnierzami rosyjskimi załamał się pływający most, będący jedyną drogą odwrotu. Wielu uciekających potonęło w Narwie. Około godziny 20 wojska szwedzkie zdobyły obóz nieprzyjaciela. Pozostałe oddziały rosyjskie, nie mogąc się wycofać, skapitulowały, oddając wyposażenie i broń. Na prawym skrzydle, pod osłoną taboru, broniły się do rana doborowe pułki rosyjskie. Równie długi opór stawiała na lewym skrzydle dywizja Weidego. Nad ranem generałowie rosyjscy podpisali akt kapitulacji.
Między rosyjskimi oddziałami szwankowała komunikacja z powodu bardzo rozciągniętych szyków. Do tego doszły jeszcze problemy komunikacyjne pomiędzy cudzoziemskimi (głównie francuskimi) oficerami i rosyjskimi żołnierzami, pochodzącymi głównie ze stanu chłopskiego. Te czynniki, w połączeniu z warunkami pogodowymi, ułatwiły Szwedom zwycięstwo nad znacznie liczniejszymi wojskami rosyjskimi. Szwedzi stracili tylko 667 ludzi, podczas gdy Rosjanie około 15 000 ludzi, 145 dział, 28 moździerzy i wszystkie chorągwie pułkowe. Ponadto Szwedzi wzbogacili się o ponad 20 000 muszkietów. Ponieważ jeńców rosyjskich (około 12 000) było więcej niż Szwedów, Karol XII wypuścił wszystkich, zatrzymując tylko oficerów.

## Konsekwencje
Szwedzi wygrali bitwę, ale nie wojnę. Wielka klęska w bitwie pod Narwą była jednym z powodów wprowadzenia przez Piotra Wielkiego programu intensywnej modernizacji armii, dzięki czemu kilka lat później była ona znacznie twardszym i trudniejszym do pokonania przeciwnikiem. Z drugiej strony Karol XII całkowicie zmarnował swoje zwycięstwo, gdyż zamiast zniszczyć głównego wroga, czyli Rosjan, zwrócił się przeciwko niepragnącej wojny Rzeczypospolitej, gdzie ugrzązł na kilka lat, dając czas Rosjanom na realizację ich programu unowocześniania armii. W tym czasie do Rosji ściągnięto zagraniczną broń wraz z niemieckimi oficerami, którzy mieli szkolić odbudowywane wojsko. Piotr I rozwinął również przemysł zbrojeniowy i od podstaw zbudował marynarkę wojenną. W rezultacie tego doszło do pokonania armii szwedzkiej w bitwie pod Połtawą, która odwróciła cały przebieg wojny. Wojna ta na koniec doprowadziła do zmiany całego dotychczasowego układu sił w Europie i wyniosła Rosję z rangi mocarstwa wschodnioeuropejskiego do rangi mocarstwa światowego.